# Jacqueline Marguerite van Nie
Jacqueline Marguerite van Nie (6 de abril de 1897 - 7 de janeiro de 1983) foi uma artista holandesa.

## Biografia
Van Nie nasceu a 6 de abril de 1897 em Paris, na França. Estudou na Rijksakademie van beeldende kunsten (Academia Estatal de Belas Artes) em Amesterdão, e os seus professores incluíram Jan Bronner, Carel Lodewijk Dake Sr., Antoon Derkinderen e Nicolaas van der Waay. O seu trabalho foi incluído na exposição e venda Onze Kunst van Heden (A Nossa Arte de Hoje) em 1939 no Rijksmuseum em Amesterdão.
Van Nie foi casada duas vezes, primeiro com H. van Nie em 1919, e depois com R. J. P. Muller em 1952. Ela faleceu no dia 7 de janeiro de 1983, em Haia.